# 雷希塔赫河
47°38′14″N 11°09′43″E / 47.63727°N 11.16192°E

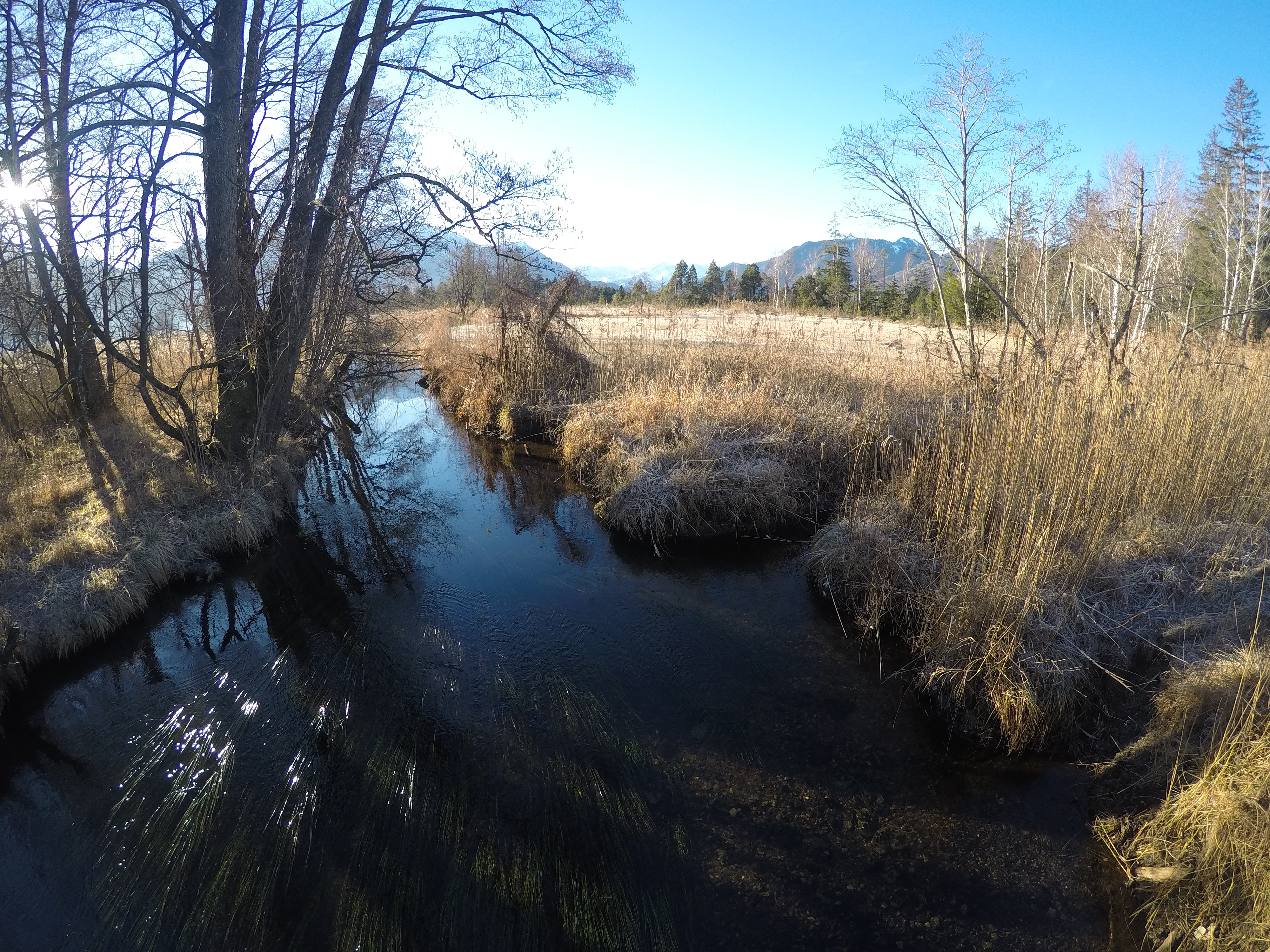

雷希塔赫河是德國的河流，位於該國東南部，由巴伐利亞負責管轄，屬於拉姆薩赫河的右支流，河道全長10公里，流經上巴伐利亞行政區。